# Takachiho

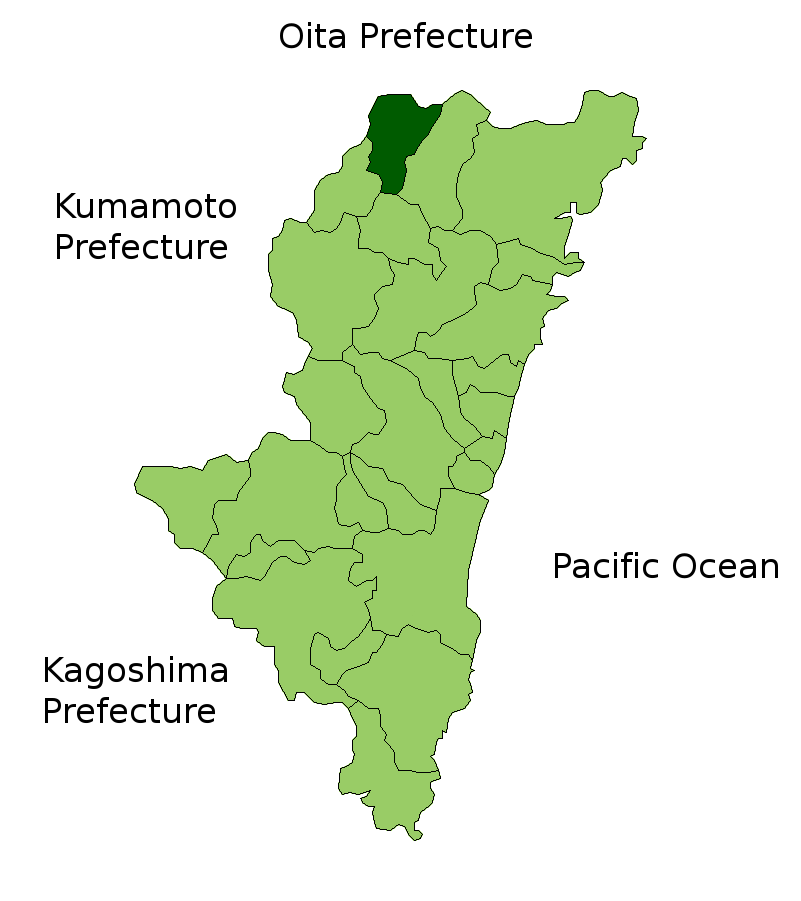
Takachiho dans la préfecture de Miyazaki.

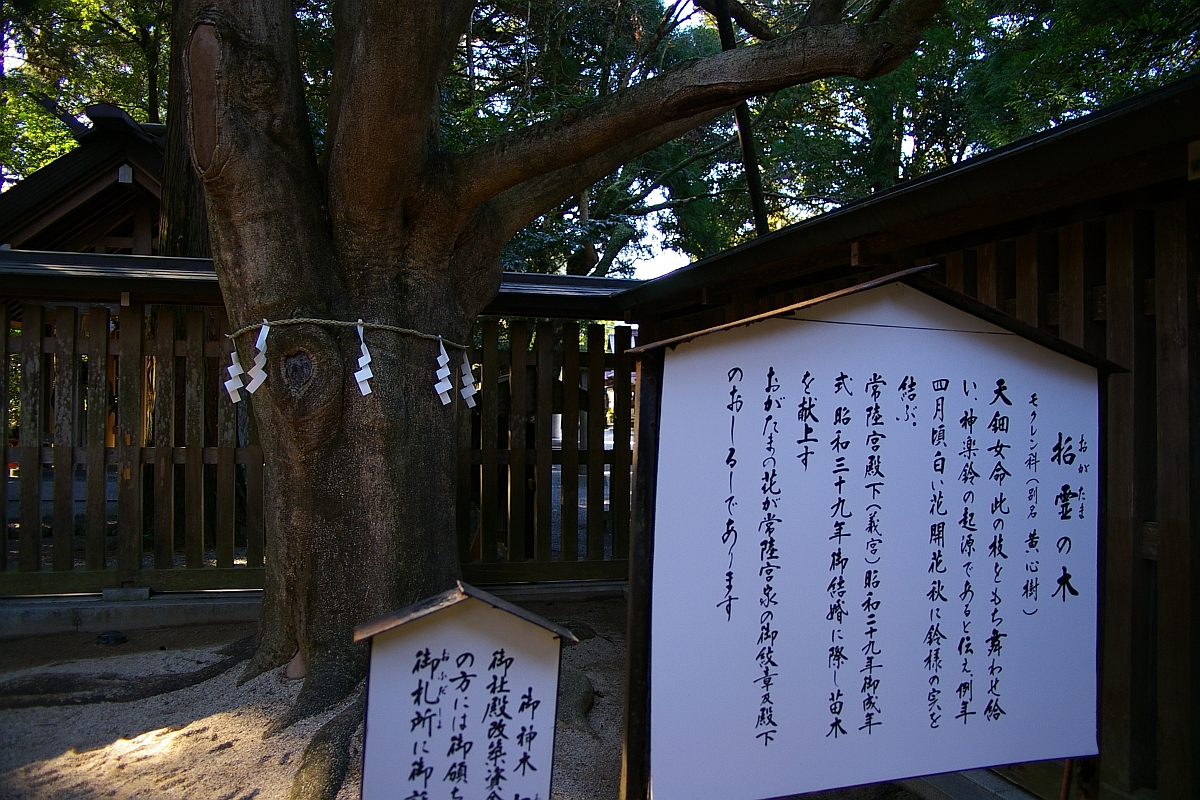
Arbre de la ville « Ogatama no ki ».

Takachiho (高千穂町, Takachiho-chō) est un bourg du district de Nishiusuki (préfecture de Miyazaki), au Japon.

## Géographie

### Situation
Takachiho se situe à environ 80 kilomètres au sud-est de la ville de Kumamoto et à environ 120 kilomètres au nord-ouest de Miyazaki, capitale de la préfecture de Miyazaki, au Japon.

### Hydrographie
Le fleuve Gokase traverse Takachiho d'ouest en sud-est.

## Culture locale et patrimoine
Takachiho abrite le Takachiho-jinja, un sanctuaire shinto situé à proximité du sommet du volcan Takachihonomine. Dans les légendes compilées par le Kojiki, un recueil de mythes concernant l’origine des îles formant le Japon, Hoori, l'un des ancêtres légendaires des empereurs du Japon, y règne pendant environ 580 années puis est enterré sur le versant ouest de la montagne.

## Honneur
L'astéroïde (5403) Takachiho porte son nom.